# Neopalpa donaldtrumpi
Neopalpa donaldtrumpi Nazari, 2017 è un lepidottero appartenente alla famiglia Gelechiidae, diffuso in America settentrionale.

## Etimologia
Il biologo canadese Vazrick Nazari ha scelto il nome a causa di una certa somiglianza delle squame sul capo con l'acconciatura del 45º Presidente degli Stati Uniti Donald Trump.

## Descrizione
L'ala anteriore ha una lunghezza pari a 3,0-4,6 mm nel maschio e 4,3 mm nella femmina; appare brunastra nella metà anteriore e giallastra posteriormente. L'ala posteriore appare munita di frangiature di colore biancastro. Il capo è ricoperto da fitte squame piliformi di colore giallo.

## Distribuzione e habitat
La specie è stata rinvenuta nelle zone aride della California meridionale e della Bassa California.